# 東風静
東風 静（こち しずか、1965年4月5日 - ）は、日本の俳優、ナレーター、声優である。京都府出身。キャスティング会社、有限会社オフィスエストの代表取締役。

## 人物
以前はぷろだくしょんバオバブに所属していた。

## 出演作品

### 映画
- 伝染歌（巡査〈あんずの回想〉）
- ガメラ3 邪神覚醒
- EKIDEN
- nakata.netTVの初期ナレーター
- 救命病棟24時

### テレビアニメ
- 燃えろ!トップストライカー（パパン）
- 覇王大系リューナイト（槍使い）

### OVA
- アイドル防衛隊ハミングバード（司会）
- ウルフガイ（エンジニア）

### 特撮
- 爆竜戦隊アバレンジャー 第15話

### ドラマCD
- ここはグリーン・ウッド放送局（生徒5、寮生）
- 万能文化猫娘 SOUND PHASE-0VI（社員）

## その他
- キリンビール・山崎パン・トヨタなどCMのナレーションを多く手掛けている。
- 現在は、キャスティングを中心に行っている。